# Torneio de xadrez de Bled de 1931
O Torneio de xadrez de Bled de 1931 foi uma competição internacional de xadrez realizada em um resort na cidade de Bled na Eslovênia entre 22 de agosto e 29 de setembro. O torneio foi organizado por Hans Kmoch. José Raul Capablanca, por exigência de Alexander Alekhine, Max Euwe e Sultan Khan, por terem outros compromissos, não participaram do evento. O formato de disputa foi todos-contra-todos, com um tempo de reflexão foi de 35 movimentos em duas horas, seguido de 15 em uma hora. O então campeão mundial Alekhine venceu a competição cinco pontos a frente do segundo lugar e recebeu como prêmio trinta mil dinares, entretanto mostrou sinais de alcoolismo pela primeira vez em público. Bogoljubow ficou em segundo lugar, seguido de Nimzovitch.

## Tabela de resultados[2]
| Jogador             | 1   | 2   | 3   | 4   | 5   | 6   | 7   | 8   | 9   | 10  | 11  | 12  | 13  | 14  | Total |
| Alexander Alekhine  | xxx | 1.5 | 2   | 1   | 1.5 | 1.5 | 2   | 1.5 | 1   | 1.5 | 2   | 2   | 1   | 2   | 20.5  |
| Efim Bogoljubow     | 0.5 | xxx | 0.5 | 2   | 0.5 | 2   | 1.5 | 1   | 0.5 | 1   | 0   | 2   | 1.5 | 2   | 15    |
| Aaron Nimzovitch    | 0   | 1.5 | xxx | 0   | 1   | 2   | 0.5 | 1   | 1.5 | 1   | 1.5 | 1.5 | 2   | 0.5 | 14    |
| Isaac Kashdan       | 1   | 0   | 2   | xxx | 1   | 0.5 | 1.5 | 0   | 1   | 1.5 | 1   | 2   | 1   | 1   | 13.5  |
| Milan Vidmar        | 0.5 | 1.5 | 1   | 1   | xxx | 0.5 | 0.5 | 1   | 0.5 | 2   | 1   | 1.5 | 1.5 | 1   | 13.5  |
| Salo Flohr          | 0.5 | 0   | 0   | 1.5 | 1.5 | xxx | 1   | 1   | 1.5 | 1.5 | 2   | 0.5 | 1.5 | 1   | 13.5  |
| Goesta Stoltz       | 0   | 0.5 | 1.5 | 0.5 | 1.5 | 1   | xxx | 2   | 1.5 | 1   | 1.5 | 0   | 1   | 1.5 | 13.5  |
| Savielly Tartakower | 0.5 | 1   | 1   | 2   | 1   | 1   | 0   | xxx | 1   | 0.5 | 1   | 2   | 1   | 1   | 13    |
| Rudolf Spielmann    | 1   | 1.5 | 0.5 | 1   | 1.5 | 0.5 | 0.5 | 1   | xxx | 1   | 0.5 | 0   | 1.5 | 2   | 12.5  |
| Boris Kostic        | 0.5 | 1   | 1   | 0.5 | 0   | 0.5 | 1   | 1.5 | 1   | xxx | 1   | 1   | 1.5 | 2   | 12.5  |
| Geza Maroczy        | 0   | 2   | 0.5 | 1   | 1   | 0   | 0.5 | 1   | 1.5 | 1   | xxx | 1.5 | 1   | 1   | 12    |
| Edgar Colle         | 0   | 0   | 0.5 | 0   | 0.5 | 1.5 | 2   | 0   | 2   | 1   | 0.5 | xxx | 0.5 | 2   | 10.5  |
| Lajos Asztalos      | 1   | 0.5 | 0   | 1   | 0.5 | 0.5 | 1   | 1   | 0.5 | 0.5 | 1   | 1.5 | xxx | 0.5 | 9.5   |
| Vasja Pirc          | 0   | 0   | 1.5 | 1   | 1   | 1   | 0.5 | 1   | 0   | 0   | 1   | 0   | 1.5 | xxx | 8.5   |